# 卡斯蒂廖尼宫 (米兰)
卡斯蒂廖尼宫（Palazzo Castiglioni）是意大利北部米兰的一座新艺术运动（Art Nouveau）风格的宫殿。它由朱塞佩·索马鲁加（Giuseppe Sommaruga）设计，采用自由风格，建于1901年至1903年。
地下室的粗面石块，模仿天然岩石的形状，而其余装饰均受18世纪粉饰灰泥的启发。该建筑现在用作米兰商会的所在地。

## 历史
这座宫殿是为企业家埃尔梅内吉尔多·卡斯蒂廖尼（Ermengildo Castiglioni）建造的，他选择了建筑师朱塞佩·索马鲁加（Giuseppe Somamaruga）的反常规的设计方案。卡斯蒂廖尼希望宫殿体现他的财富和气派（grandeur），他和索马鲁加选择了当时新颖时髦的自由风格。这座建筑位于米兰历史中心，当时是对米兰保守派精英的一种挑战。原始设计中最具启发性的元素是一对裸女雕像，由埃内斯托·巴扎罗（Ernesto Bazzaro）设计，用来装饰立面。这引起了极大的动荡，以至于当地报纸《盖林·梅希诺》（Guerin Meschino）上发表了一系列讽刺插图，米兰人将宫殿改名为“Càdi ciapp” （米兰语，意为“臀部之屋”）。雕像代表“和平”和“工业”，后来被移走，现在用于装饰米兰另一座由索马鲁加设计的宫殿，法卡诺尼别墅（Villa Faccanoni）。
在1945-46年间被占领期间，木质家具被美军破坏，将其用作取暖之用。仅保存了装饰品、立面、铁艺和灯具。
1957年3月5日，该建筑列为保护建筑。
1967年，由于高昂的维修成本和地铁建设的税收，卡斯蒂廖尼家族将建筑物卖给了商会。尤金尼奥·格利（Eugenio Gerli）和乔治·基弗（Giorgio Keffer）签署了将该项目改造为办公楼的计划。他们保留了入口、楼梯、一楼的一些大房间、立面和滨海路（via Marina）房子。 剩下的部分被清空，在花园下面建造了礼堂，在滨海路房子旁边建造了新建筑。新艺术运动专家罗萨纳·博萨利亚（Rossana Bossaglia）反对该项目，要求将该建筑用作新艺术运动博物馆。主管批准了该项目，因为商会威胁建筑物将会恶化。。
2017年10月20日，恰逢索马鲁加诞生150周年和死亡100周年，在建筑内组织了一次会议，展出了卡斯蒂廖尼家族的照片，并于10月21日至22日（上午10点至下午6点）开放免费导览。